# Erionita
La erionita es una serie de tres minerales con el mismo nombre, aluminosilicatos de la clase de los tectosilicatos y dentro de estos del "grupo de las zeolitas". Fue descubierta y descrita por primera vez erionita-Na en minas de ópalo de fuego en Oregón (EE. UU.), encontrándose más tarde muestras con calcio y potasio. Se le nombró por la palabra griega que significa "lana", debido a su hábito fibroso-sedoso.

## Especies minerales
El término erionita se corresponde con tres minerales, que no son variedades del mismo mineral pues son aceptados por la Asociación Mineralógica Internacional como tres especies distintas:
- Erionita-Ca con calcio: Ca5(Si26Al10)O72·28H2O
- Erionita-K con potasio: K10(Si26Al10)O72·28H2O
- Erionita-Na con sodio: Na10(Si26Al10)O72·28H2O

Entre estos tres extremos se formarían series de solución sólida, dando una familia de minerales por sustituciones parciales de los tres iones metálicos.
Es muy difícil de distinguir de otra zeolita, la offretita, con igual sistema cristalino hexagonal y fórmula química parecida pero con magnesio.

## Formación y yacimientos
Es un mineral que puede encontrarse en rocas basaltos. También puede aparecer en riolitas alteradas y en rocas sedimentarias lacustres formadas por alteración de cenizas vítreas que cayeron en lagos.
Suele encontrarse asociado a otros minerales o rocas tales como: otras zeolitas, ópalo, cuarzo, celadonita, montmorillonita, dolomita o calcita.

## Carcinógeno
Se ha comprobado que, debido a su estructura fibrosa, la inhalación del polvo de estos minerales es carcinogénico en humanos, hecho comprobado por la Agencia Internacional de Investigación del Cáncer al constatar una alta incidencia de cáncer en la población de regiones de Turquía expuestas al polvo de erionita.